# Feliks Konopka
Feliks Konopka, ps. Piotr Krzemień (ur. 17 lipca 1888 w majątku Breń (gm. Olesno) k. Dąbrowy Tarnowskiej, zm. 17 lutego 1982 w Krakowie) – polski poeta i malarz, tłumacz literatury niemieckiej i francuskiej na język polski oraz literatury polskiej na język francuski.

## Życiorys
Urodził się w rodzinie barona Jana Franciszka Stanisława Konopki i Anny Krystyny z hrabiów Bobrowskich. Brat Jadwigi po mężu Dlauhovesky-Langendorf (ur. 1880), Jana Marii Leona (ur. 1889) i Stefanii. Ukończył Gimnazjum św. Anny w Krakowie, gdzie w 1906 roku zdał maturę. Do 1911 roku studiował nauki rolnicze na Uniwersytecie Jagiellońskim, a w latach 1912–1914 malarstwo i grafikę na kursie u Jacka Malczewskiego (przyjaciela rodziny Konopków) w Akademii Sztuk Pięknych w Krakowie. Po studiach przebywał na wsi i administrował rodzinnym majątkiem w Brniu.
W okresie międzywojennym był związany z grupą literacką Czartak. Debiutował w 1925 roku wierszami Kwitnący sad, Tonit-Żerga i Jesień w parku opublikowanymi w dzienniku „Czas” nr 2, z którym współpracował następnie do 1935 roku. W 1929 roku opublikował pierwszy tomik wierszy Słowa w ciemności. Korespondował m.in. z Marią Pawlikowską-Jasnorzewską i Mariną Bersano-Begey.
Okupację niemiecką spędził w majątku w Brniu.
Po II wojnie światowej, po znacjonalizowaniu i rozparcelowaniu majątku w Brniu, przeprowadził się do Krakowa. W latach 1947–1950 był zatrudniony w Państwowej Pracowni Konserwacji Zabytków i pracował m.in. przy konserwacji ołtarza Wita Stwosza w Kościele Mariackim. W następnych latach zajmował się twórczością poetycką i przekładową z literatury francuskiej i niemieckiej, a także tłumaczeniami poezji polskiej na te języki. Przekładał teksty do utworów muzycznych, publikowanych przez Polskie Wydawnictwo Muzyczne. Współpracował z Polskim Radiem jako autor audycji literackich i adaptacji, posługując się pseudonimem Piotr Krzemień. Spośród tłumaczeń za szczególnie znaczący uważa się pierwszy pełny przekład Fausta, opublikowany w 1962 roku. W roku 1972 wydał tom wierszy Ostatnia jesień a w 1981 – kolejny tom wierszy wybranych, Skarbonki z rudej gliny.
W 1945 roku wstąpił do krakowskiego Oddziału Związku Zawodowego Literatów Polskich (od 1949 Związek Literatów Polskich), od 1959 roku należał do Polskiego PEN Clubu, od 1976 roku był członkiem i założycielem The International Academy of Poets w Londynie.
W 1978 roku ożenił się z Marią Gościej (źródło: Dziennik wypadków, informacja pod datą 27 lutego 1982 roku).
Zmarł w Krakowie, pochowany 22 lutego 1982 roku na cmentarzu Rakowickim.

## Twórczość

### Tomiki poezji
- Słowa w ciemności, Krakowska Spółka Wydawnicza, 1929[1]
- Ostatnia jesień: wiersze zebrane, Wydawnictwo Znak, 1972[8]
- Et ne nos inducas..., Wydawnictwo Literackie, 1980[9]
- Skarbonki z rudej gliny: wybór wierszy. Wydawnictwo Literackie, 1981[10]

### Przekłady
Z języka niemieckiego
- Zbójcy Fryderyka Schillera
- Lotta w Weimarze Tomasza Manna (1958)[1]
- Listy do Mileny Franza Kafki (1959)[1]
- Faust Johanna Wolfganga Goethego (1962)[5]
- Schelmuffsky : przedziwnych i bardzo niebezpiecznych podróży lądem i wodą opisanie Christiana Reutera (1963)[1]

Z języka francuskiego
- poezje Paula Verlaine’a
- Dusza zaczarowana Romain Rollanda (1951)[1]

Z języka polskiego na francuski
- Zemsta Fredry[1]
- Sonety krymskie Mickiewicza
- poezje Norwida
- Lato w Nohant Iwaszkiewicza[1]

## Ordery i odznaczenia
- Krzyż Komandorski Orderu Odrodzenia Polski (1979)
- Krzyż Kawalerski Orderu Odrodzenia Polski (1957)

Źródło:.

## Nagrody
- Nagroda polskiego PEN-Clubu za całokształt pracy ze szczególnym uwzględnieniem Fausta Goethego (1963)
- Nagroda literacka ZAiKS-u dla tłumaczy (1976)[12]
- Nagroda Miasta Krakowa - za osiągnięcia w dziedzinie upowszechniania kultury (1978)

## Upamiętnienie
16 lutego 2023 roku w Krakowie została ustanowiona Fundacja pamięci Barona Feliksa Konopki, m.in. w celu ochrony i dokumentowania dorobku artystycznego Feliksa Konopki.